# Kuchnia uzbecka

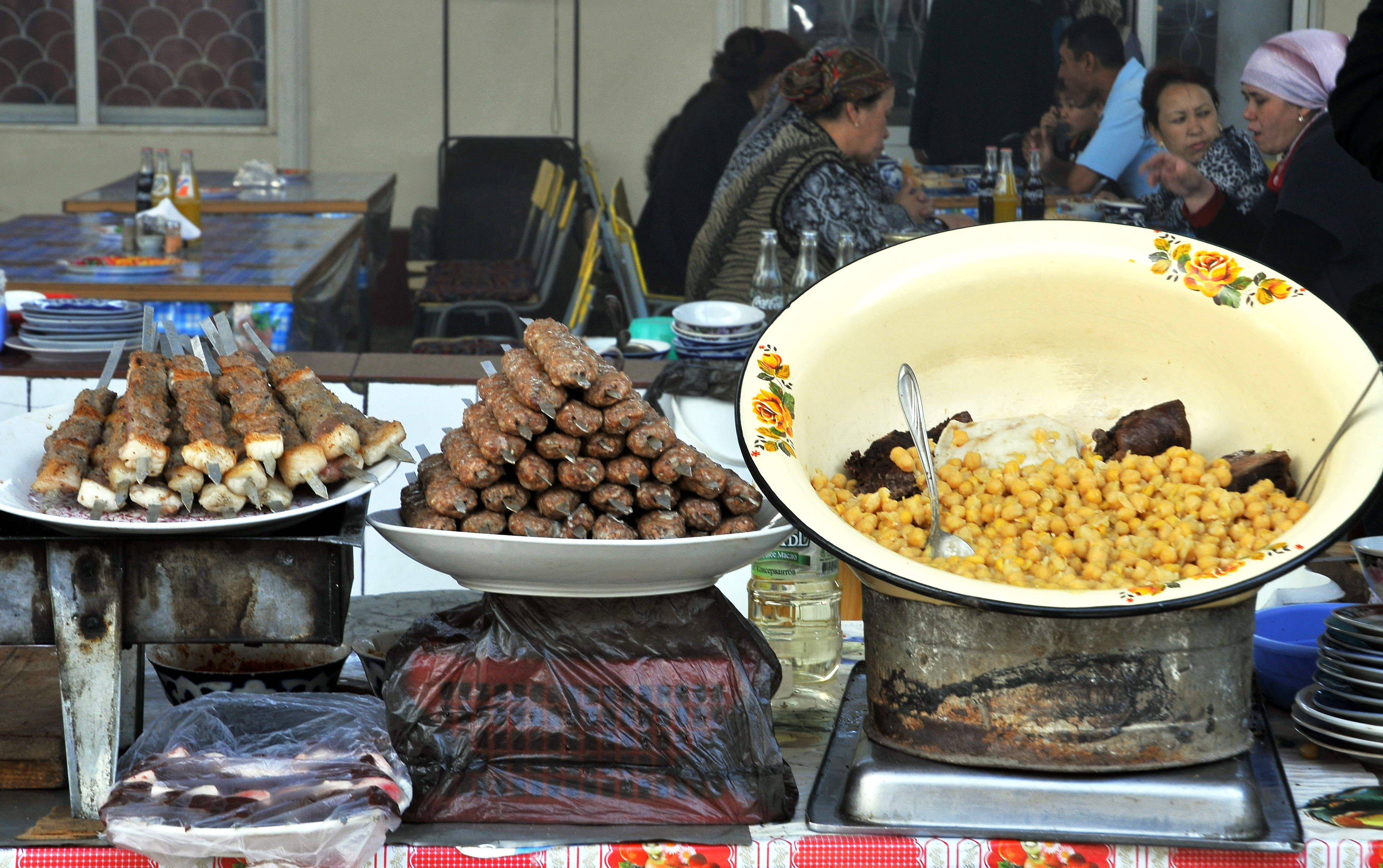
Potrawy uzbeckie

W kuchni uzbeckiej charakterystyczne są mięsne dania, aromatyczne, gotowane zazwyczaj na parze. Z mięs najczęściej używana jest baranina, później wołowina. Do smażenia używa się smalcu barana lub oleju z bawełny. Typowymi dla regionu będą również ryż, mosz (fasola mung) i groch biały (rzymski). Najważniejszymi przyprawami są kurkuma (szafran indyjski), kmin indyjski (rzymski), cząber górski, kolendra i czarnuszka. Dodatkiem do dań będą głównie oleje bawełniane, octy i śmietana. Najważniejszymi napojami są: napar z bazylii, brandy, później woda.

## Najważniejsze dania
- ajabsanda
- dimlama
- plov
- loviya
- nuhot
- sumalak
- qatiqli sholg'om xo'rda inne nazwy plov to osh, również lagman (danie z makaronem), samsy z wołowiną, ziemniakami, dynią, szpinakiem i manty z wołowiną